# Ghiyath Beg Itimad al-Dawla
Mirza Ghiyath al-Din Muhammad Teherani, conegut com a Ghiyath Beg i pel títol d'Itimad al-Mulk (?- Kangra, 1622) fou un visir mogol. Era fill d'un ministre del xa safàvida Tahmasp I i fou el pare de la princesa Nur Jahan, que es va casar amb l'emperador mogol Jahangir.
A la mort del seu pare, Khwaja Muhàmmad Xarif el 1576/1577, va decidir anar a l'Índia a buscar fortuna, que li devia fer falta perquè va fer el viatge de manera molt precària acompanyat de cinc persones; la seva filla gran (Mehr-un-Nisaa, coneguda després com a Nur Jahan) va néixer durant el viatge.
A l'Índia va servir l'emperador Akbar i en pujar al tron Jahangir el 1605 el va nomenar covisir amb el títol d'Itimad ad-Dawla. El 1606 fou nomenat governador del fort d'Agra.
El 1607 el seu fill Muhàmmad Xarif fou executat per l'emperador per haver participat en un complot contra Jahangir organitzat pel príncep Khusraw (el fill de Jahangir). Ghiyath Beg va ser arrestat però es va lliurar pagant una multa.
El 1611 Jahangir va demanar la mà de Nur Jahan que havia enviudat del seu primer marit Xir Afgan i vivia al palau reial. Durant l'any s'hi va casar i llavors va nomenar Ghiyath com a visir principal (wakil-i kull o primer ministre); va rebre diverses marques d'honor, els més alts rangs, el dret personal de tocar el timbal en presència de l'emperador i el màxim honor que es podia donar, la custòdia del turbant imperial.
A la seva mort fou enterrat a Agra.